# Medborgare - Tack och Adjö
Medborgare - tack och Adjö är en postumt utgiven live-skiva med Cornelis Vreeswijk, utgiven 2007. Inspelad på Stadshotellet i Ljusdal den 6 september 1987. Detta var Cornelis Vreeswijks näst sista konsert innan han avled den 12 november 1987, och den sista som finns inspelad. (Den allra sista konserten var på Flustret i Uppsala). Skivans första låt ”Dansevisa” är en tidigare outgiven studiolåt.

## Låtlista
1. "Dansevisa"
2. "Po rom pom po'n"
3. "Hönan Agda" (komprimerad)
4. "Hönan Agda - Joroupo alá Mundebo"
5. "Märk hur vår skugga"
6. "Felicia adjö"
7. "Felicia pratar"
8. "Bruna böner complet"
9. "Jag och Bosse Lidén"
10. "The bananrepublikens sång"
11. "Polaren Pär på socialen"
12. "Skyddsrummsboggie"
13. "Balladen om Fredrik Åkare och den söta fröken Cecilia Lind"
14. "Digital Reggae"

## Medverkande musiker
- Cornelis Vreeswijk: Sång och gitarr
- Conny Söderlund: Gitarr
- Owe Gustafsson: Bas